# Pseudanthias aurulentus
Pseudanthias aurulentus es una especie de peces de la familia Serranidae en el orden de los Perciformes.

## Morfología
• Los machos pueden llegar alcanzar los 4,6 cm de longitud total.

## Hábitat
Es un pez  de mar de clima tropical y asociado a los  arrecifes de coral que vive hasta los 52 m de profundidad.

## Distribución geográfica
Se encuentran en las Islas de la Línea.